# المطرط (عمران)
المطرط هي إحدى قرى الجمهورية اليمنية. تتبع جغرافياً لمحافظة عمران وإداريًا لمديرية ريدة. يبلغ تعداد سكانها 1167 نسمة حسب الإحصاء الذي أجري عام 2004.